# Clarion (язык программирования)
Clarion (с англ. — «горн») — высокоуровневый язык программирования общего назначения, ориентированный на приложения с использованием баз данных, а также специализированная интегрированная среда разработки для этого языка.
Разработан Брюсом Баррингтоном в 1984 году, основная заявленная цель — повышение производительности разработки прикладных программ за счёт легкочитаемости кода и широкого набора встроенных инструментальных средств. Первоначально проект создавался в рамках компании HBO, но затем был выкуплен корпорацией McKesson.
В язык встроены средства взаимодействия с базами данных; типичные приложения, разрабатываемые на языке — многопользовательские экранные формы и отчёты, интегрированные с базами данных. Среди особенностей — наличие генератора исходных текстов программ на основе шаблонов. Встроенный в интегрированную среду разработки «словарь» (депозиторий данных) позволяет описать параметры переменных и структур данных для управления генерацией текста программы, а встроенный макрогенератор порождает программный код. При необходимости в шаблонах могут быть описаны «точки вставки», где разработчик может вставить свой собственный код, который будет вставлен в сгенерированный текст программы. 
Синтаксис имеет некоторые сходства с Бейсиком, Коболом, Паскалем (например как и в последнем программный код должен быть заключён в конструкцию «начало — конец»). Как и Кобол, Clarion содержит описание переменных в теле кода.
Разработчик интегрированной среды разработки для Windows и .Net Framework — компания Softvelocity; существует версия для DOS; различных версиях поддерживается разработка программ для Microsoft Windows, .Net Framework, DOS, JPI. В связи с коммерческой политикой компании-разработчика версия «Enterprise» требует докупки ряда лицензий для взаимодействия со сторонним программным обеспечением (например «Oracle Accelerator» для взаимодействия с Oracle Database. Ряд функций высокого уровня не входит в первоначальные возможности языка (например работа с файлами по сети посредством протокола FTP), такие функции в случае необходимости приходится дописывать через API операционных систем.
Текст программы, выполняющей вывод сообщения в стиле Hello World:
```
 PROGRAM
 
 CODE
 
 MESSAGE('Hello World!','Clarion')
 RETURN
```